# Denier (monnaie)
Pour les articles homonymes, voir Denier.
Le denier ou denier romain, du latin denarius (pluriel : denarii), est l'une des monnaies de base du système monétaire romain. Il s'agissait d'une pièce d'argent, d'un poids d'environ 3  à   4 g selon les époques. Les premiers deniers romains apparaissent à la fin du IIIe siècle av. J.-C., à la suite de la dévaluation de l'as causée par les guerres puniques.
Le mot denarius signifie « dizaine » en latin, un denier valant dix as lors de son apparition. Sa parité passe à 16 as au milieu du IIe siècle av. J.-C. et il est abondamment émis au cours des IIe et Ier siècles av. J.-C. Au IIIe siècle, le denier est supplanté comme monnaie argentée par l'antoninien, tandis qu'il remplace le sesterce comme unité de compte.
Le terme de denier et ses dérivés linguistiques survivent, non seulement en français mais dans la plupart des langues vernaculaires, après la chute de l'Empire romain d'Occident : par exemple, dans le cadre du système monétaire livre-sou-denier (librae/solidus/denarius) non-décimal, ou dans le mot arabe dinar, diffusé en espagnol, en portugais, en serbe, au Moyen Orient.

## L'Antiquité romaine
Pour un article plus général, voir monnaie romaine.

### Période républicaine

#### Création du denier à 10 as
La date de la création du denier d'argent a fait l'objet de controverses entre les historiens et les numismates, compliquées par l'exploitation des écrits antiques, tantôt considérés comme des sources probantes, ou au contraire qualifiés d'apocryphes. Selon Pline l'Ancien, le denier d’argent serait apparu sous le consulat de Q. Ogulnius et de C. Fabius c’est-à-dire en 269 av. J.-C., quelques années avant la première guerre punique,. Le résumé de Tite-Live date le début d'utilisation à Rome de monnaie en argent donne sensiblement la même date, 268 av. J.-C Longtemps acceptée, notamment par Theodor Mommsen et Ernest Babelon, cette datation a été réfutée en 1932 par le numismate britannique Harold Mattingly. Ces émissions en argent suivaient le système pondéral des villes grecques du sud de l'Italie, à l'imitation du didrachme grec, et ne sont plus considérées comme des deniers romains.
Puis, Harold Mattingly et G. Robinson avancèrent à 187 av. J. C. la création du dernier, période de pause dans les guerres et les troubles intérieurs, chronologie suivie par Edward Allen Sydenham.
Les fouilles des ruines de Morgantina en Sicile menées à partir de 1955 ont apporté des preuves archéologiques certaines pour la datation de l'apparition des premiers deniers. Base romaine en Sicile durant la deuxième guerre punique qui opposa la Rome antique à Carthage, Morgantina est prise par les Carthaginois en 213 av. J.-C., puis reprise par les Romains en 211 av. J.-C. et complètement détruite. Des deniers des premières séries et quasiment dépourvus d'usure ont été découverts sous des couches d'incendie, ce qui démontre une création du denier au plus tard en 211 av. J.-C., ou selon Patrick Marchetti, en 214 av. J.-C., année précédant la fin du stationnement romain.

#### Le système monétaire issu de la deuxième guerre punique

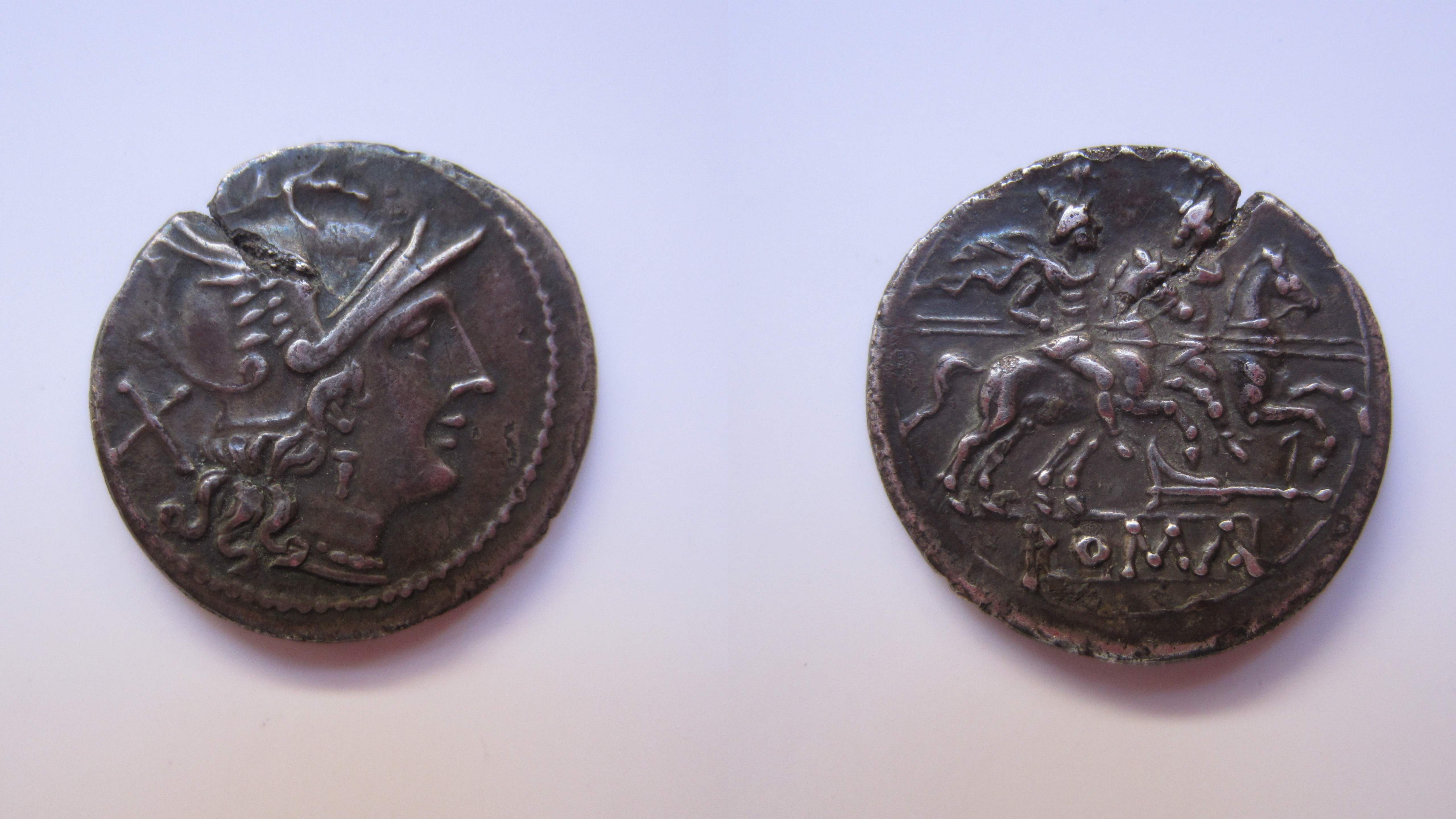
Denier républicain. Avers : Rome casquée et marque « X » ; revers : les Dioscures. À partir de 211 av. J.-C.

Dans le nouveau système monétaire bimétallique mis en place, le denarius en argent qui titre à 950 ‰ côtoie désormais le monnayage en bronze, à savoir l'as et ses subdivisions (le semis, le triens, le quadrans, le sextans, l'once…). Il se définit par rapport à l'as sextantaire en bronze (as de 1/6 de livre) selon la cotation d'un denier pour dix as. La marque X (dix en chiffres romains) figure sur les pièces pour rappeler cette équivalence.
| Monnaie  | Denier | Quinaire | Sesterce | As  | Métal  | Marque | Avers        | Revers          |
| -------- | ------ | -------- | -------- | --- | ------ | ------ | ------------ | --------------- |
| Denier   | 1      | 2        | 4        | 10  | Argent | X      | Rome casquée | Dioscures       |
| Quinaire | 1/2    | 1        | 2        | 5   | Argent | V      | Rome casquée | Dioscures       |
| Sesterce | 1/4    | 1/2      | 1        | 2,5 | Argent | IIS    | Rome casquée | Dioscures       |
| As       | 1/10   | 1/5      | 2/5      | 1   | Bronze |        | Janus        | proue de navire |

À sa création vers 211 av. J.-C., le denier pèse environ 4,5 g. Ramené aux unités antiques, le denier pèse en théorie 1/72 de livre d'argent, ou quatre scrupulum d'argent. Une première dévaluation en 207 av. J.-C. abaisse son poids à 4,20 g. En quelques décennies, la taille passe à 1/82 livre pour un poids théorique de 3,96 g. Dans les années 170 av. J.-C., son poids passe à 3,7 g.

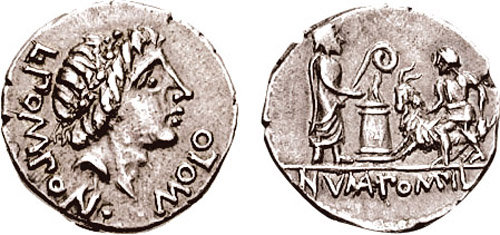
Denier émis en 97 av. J.-C. par L. Pomponius Molo. Avers : tête d'Apollon, revers : Numa Pompilius sacrifiant une chèvre.

Au cours du IIe siècle, les types monétaires vont, à partir du motif classique « Rome casquée » et « Dioscures », se diversifier, et figurer d'autres divinités, comme Diane, Jupiter, et l'allégorie de la Victoire. À cette époque, l'émission des monnaies était placée sous la responsabilité d'une commission de trois magistrats monétaires (les tresviri monetales du collège vigintisexvirat, point d'entrée du cursus honorum). Ces magistrats, renouvelés chaque année, ont très vite utilisé la monnaie comme outil de propagande politique en y apposant leur nom mais de manière indirecte. À partir des années 120 av. J.-C., les deniers exaltent la gloire des magistrats monétaires, plus précisément de leurs ancêtres, car la figuration d'un individu vivant reste une prétention inadmissible durant la République. Ce n'est qu'avec Jules César et ses continuateurs qu'un personnage vivant apparaît sur les deniers. Sous l'Empire, après Auguste, plus aucune monnaie ne fera référence aux magistrats monétaires.

#### Denier à 16 as
Vers 145 av. J.-C., le denier est retarifé pour coter 16 as sans modification du poids. En effet, sa valeur reposait exclusivement sur son poids et sa teneur en métal précieux. Ce nouveau denier porte le chiffre XVI pour traduire sa parité par rapport à l’as, puis un X barré. La marque de valeur finit par être abandonnée, et le nouveau denier n’affiche plus d’indication de parité
| Monnaie  | Denier | Quinaire | Sesterce | As | Métal  |
| -------- | ------ | -------- | -------- | -- | ------ |
| Denier   | 1      | 2        | 4        | 16 | Argent |
| Quinaire | 1/2    | 1        | 2        | 8  | Argent |
| Sesterce | 1/4    | 1/2      | 1        | 4  | Argent |
| As       | 1/16   | 1/8      | 1/4      | 1  | Bronze |

La frappe des deniers est essentiellement réalisée par l'atelier monétaire à Rome. Quelques émissions sont réalisées dans les provinces selon les besoins liés aux déplacements des légions, par exemple à Narbonne en 118 av. J.-C. ou dans les ateliers des provinces ibériques. Continuellement alimentées en métal précieux par le butin des conquêtes, par les mines d'argent et par les tributs, les émissions de deniers romains vont inonder le monde méditerranéen au cours des IIe et Ier siècles av. J.-C., pour atteindre selon Depeyrot une masse estimée à 1 200 tonnes d'argent métal, soit un stock monétaire qui pourrait correspondre à quelque 300 millions de deniers. Un palier dans cette expansion semble être atteint après 75 av. J.-C., lorsque les auteurs latins évoquent une certaine pénurie monétaire, du fait de l'épuisement probable des mines ibériques.

### Période impériale
Les troubles civils du Ier siècle av. J.-C. et la constitution d'armées rivales multiplient les ateliers d'émission de monnaie d'argent et aussi d'or. Devenu seul maître de l'Empire, Auguste organise un système monétaire dans lequel le sesterce, le denier et l'aureus sont les principales espèces.

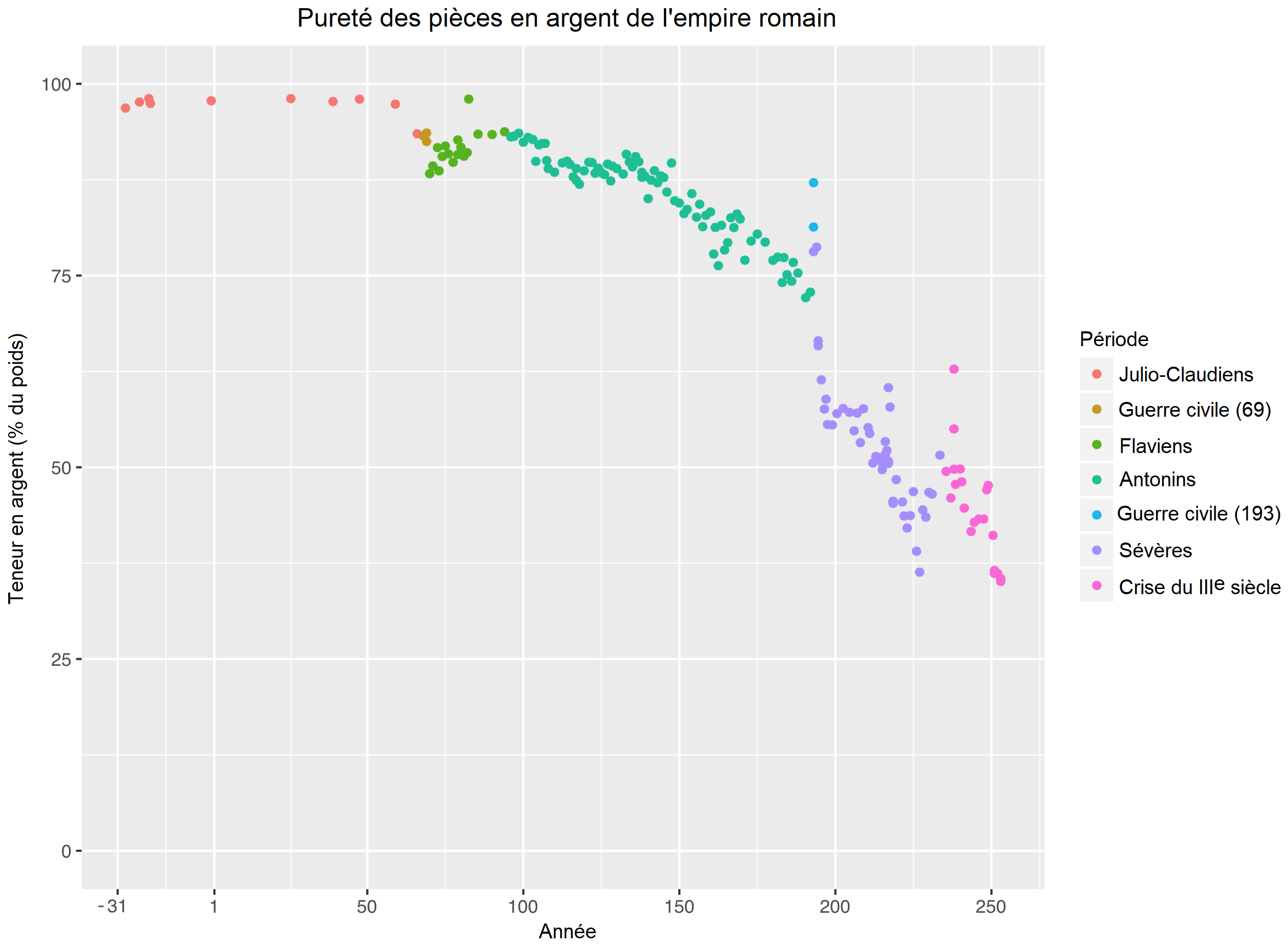
À partir de Néron en 64, la teneur en argent du denier n'a cessé de baisser, jusqu’à n'en contenir presque plus.

Le tableau ci-dessous des différentes monnaies en circulation sous le règne d'Auguste se lit de la façon suivante : au centre, le nom des monnaie par ordre décroissant de valeur. Exemple : 1 aureus d'or vaut 25 deniers d'argent.
|  | Aureus |

|  | Quinaire d'or |

|  | Denier |

|  | Quinaire d'argent |

|  | Sesterce |

|  | Dupondius |

|  | As |

|  | Semis |

|  | Quadrans |

|  |

Au IIIe siècle, en 215, sous Caracalla, paraît une nouvelle monnaie, l'antoninien, d'une valeur de deux deniers (la tête de empereur est radié pour l'antoninien, laurée ou non pour les deniers). Le denier, en tant que pièce, est dès lors amené à disparaître sous l'empereur Gallien.

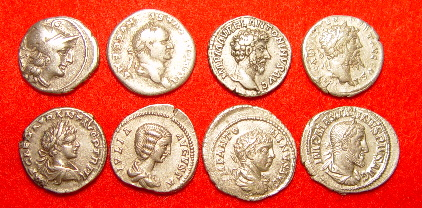

- 1er rang : c-157 République romaine, c73 Vespasien, c161 Marc Aurèle, c194 Septime Sévère
- 2e rang : c199 Caracalla, c200 Julia Domna, c219 Élagabal, c236 Maximin le Thrace

### Pouvoir d'achat
Exemple d'équivalences entre services, produits et prix durant la période augustéenne :
- Rémunération annuelle d'un soldat (miles) : 225 deniers
- Rémunération annuelle d'un centurion : 3 375 deniers
- 1 livre (324 g) de pain : 1 as (1/16e de denier)
- Une tunique : 3 deniers 12 as
- Une mule : 130 deniers

## Au Moyen Âge

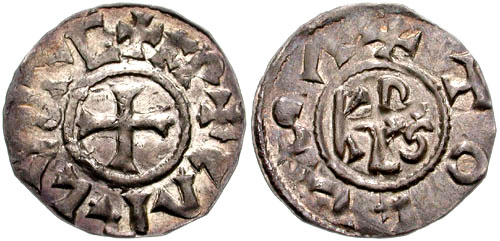
Denier frappé sous Charlemagne.

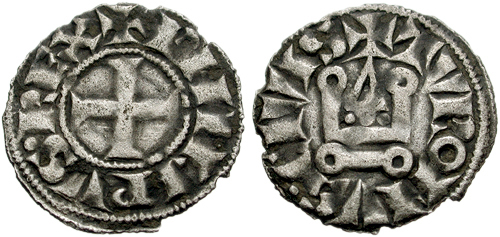
Denier tournois en argent (0,89 g) avec croix pattée et au nom de Philippe II de France (avers).

Après l'écroulement de l'Empire romain, les différents systèmes politiques qui se mettent en place reprennent plus ou moins le système denarius/solidus/librae (denier/sol/livre), dont l'Empire carolingien : le système d'équivalence est la livre à 240 deniers ou 20 sols. En 1066, le sterling anglais reprendra exactement le même système.
Au Moyen Âge, le denier du royaume de France équivalait à deux mailles ou 1/12e de sol soit 1/240e de livre. Cependant, ce cours a pu être soumis à de nombreuses modifications sous l'action des réformations monétaires royales.
Au XVe siècle, en France en Bretagne et en Angleterre, la florette valait dix deniers et pesait environ 3 grammes.
En pratique, le denier correspond alors à une petite pièce de billon d'environ 1 g.
C'est le cas par exemple du dinheiro portugais, frappé à partir de la fin du XIIe siècle, unité de compte jusqu'en 1433. En Serbie, les premiers dinars d'argent apparaissent en 1212, grâce aux nombreuses mines de ce pays. En 1262, Saint Louis officialise les deniers tournois.

## Période moderne

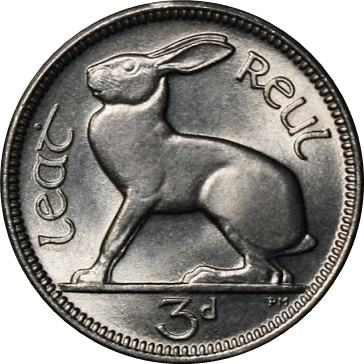
Pièce de 3 pence (« 3 d ») de république d'Irlande (1928, avers).

Le denier reste très présent en Europe. Ainsi, en Angleterre, puis au Royaume-Uni et en république d'Irlande, le penny de bronze prend comme symbole le « d. », pour denarius, jusqu'à la réforme monétaire décimale de 1971, qui supprime la livre à 240 pence. Sous le règne de Louis XIV sont frappées des pièces d'une valeur de 4 deniers en argent portant à l'avers la lettre « D ». Le denier français disparaît avec la création du franc germinal.
Le terme, intégré à la langue arabe dès avant le Xe siècle et présent dans le Coran (sourate 3, verset 75) avec le dinar des royaumes des Maures (Al-Andalus), sera repris par des pays du Maghreb avec l'accord de Tito (tous membres des non-alignés) lors de la décolonisation au XXe siècle dans certains pays comme l'Algérie, avec le dinar algérien, et la Tunisie, avec le dinar tunisien. En 2003 est re-créé le dinar serbe, lui même héritier du Dinar Yougoslavie, qui était l'héritier du Dinar des souverains serbe Nemanjić de 1213 (premier émetteur du Dinar).
On trouve en français l'expression denier du culte.

#### Ouvrages généraux
- Georges Depeyrot, La monnaie romaine : 211 av. J.-C. - 476 apr. J.-C., Paris, Editions Errance, 2006, 212 p. (ISBN 2-87772-330-5)

#### Articles
- Adolphe Dieudonné, « Histoire monétaire du denier parisis jusqu'à saint Louis », Mémoires de la Société nationale des antiquaires de France,‎ 1912, p. 111-147 (lire en ligne)
- Adolphe Dieudonné, « Les conditions du denier parisis et du denier tournois sous les premiers Capétiens », Bibliothèque de l'École des chartes, t. 81,‎ 1920, p. 45-60 (DOI 10.3406/bec.1920.448638)
- P. Guilhiermoz, « De la taille du denier dans le haut Moyen Âge », Bibliothèque de l'École des chartes, t. 84,‎ 1923, p. 265-283 (DOI 10.3406/bec.1923.448693)
- Julien Guey, « L'aloi du denier romain de 177 à 211 après J.-C. étude descriptive », Revue numismatique, 6e série, t. 4,‎ 1962, p. 73-140 (lire en ligne)
- Patrick Marchetti, « Numismatique romaine et histoire », Cahiers du Centre Gustave Glotz, no 4,‎ 1993, p. 25-65 (lire en ligne)
- (en) David J. Perry, Proposal to Add Ancient Roman Weights and Monetary Signs to UCS (no L2/06-234), 30 juillet 2006 (lire en ligne [PDF])

- Hubert Zehnacker, « Aperçus de numismatique romaine (I) », Vita Latina, no 127,‎ 1992, p. 2-4 (DOI 10.3406/vita.1992.1320)
- Hubert Zehnacker, « Aperçus de numismatique romaine (II) », Vita Latina, no 128,‎ 1992, p. 2-5 (DOI 10.3406/vita.1992.1332)